# Дюрр, Лена
Лена Дюрр (нем. Lena Dürr; род. 4 августа 1991, Мюнхен) — немецкая горнолыжница, призёр Олимпийских игр и чемпионатов мира в командных соревнованиях, победитель этапа Кубка мира. Наиболее успешно выступает в технических дисциплинах.

## Биография и спортивная карьера
В декабре 2006 года Лена Дюрр впервые в карьере приняла участие в соревнованиях организованных международной федерацией лыжного спорта. В январе 2008 года она дебютировала на этапе Кубка Европы, а 15 февраля этого же года впервые стартовала на этапе Кубка мира в Загребе. На чемпионате мира среди юниоров в Формигале в 2008 году её лучшим результатом стало девятое место в слаломе.
В сезоне 2008/09 годов на этапах Кубка Европы Дюрр смогла дважды войти в пятерку лучших в слаломе и дважды супергиганте, а 17 декабря 2008 года она впервые поднялась на подиум завоевав призовое место в слаломе. На чемпионате мира среди юниоров 2009 года в Гармиш-Партенкирхене она стала 14-й в супергиганте и 22-й в гигантском слаломе. 23 марта 2009 года, в возрасте 17-ти лет она стала чемпионкой Германии по скоростному спуску. На этом же национальном чемпионате она заняла второе место в супергиганте и третье в суперкомбинации.
В начале сезона на этапе Кубка Европы 2009/10 годов Дюрр во второй раз поднялась на пьедестал почета в слаломе на трассе Альпинцентер Гамбург-Виттенбург, а 4 декабря 2009 года она одержала свою первую победу в гигантском слаломе в Квитфьеле. 28 декабря 2009 года она набрала первые очки в Кубке мира, на трассе гигантского слалома в Лиенце заняла 25-е место, а на следующий день заняла 21-е место в слаломе. На чемпионате мира среди юниоров 2010 года она выиграла серебряную медаль в гигантском слаломе, а также была четвёртой в супергиганте и девятой в слаломе.
29 января 2013 года приняла участие в City Event в Москве и неожиданно выиграла заезд в параллельной дисциплине. На чемпионате мира 2013 года в Шладминге она выиграла свою первую бронзовую медаль чемпионата мира в командных соревнованиях. Через несколько недель она смогла отпраздновать победу в этой же дисциплине в финале сезона в Ленцерхайде. Несмотря на высокие результаты, Дюрр не прошла квалификацию на зимние Олимпийские игры 2014 года.
В 2018 году Лена Дюрр приняла участие в зимних Олимпийских играх в Республике Корея. В составе команды Германии она заняла пятое место в командных соревнованиях.
На чемпионате мира 2021 года в Италии она приняла участие в командных соревнованиях и завоевала бронзовую медаль.
На Олимпийских играх 2022 года была близка к медали в слаломе. В первой попытке Дюрр была быстрейшей, но во второй попытке она показала только 9-й результат и по сумме двух заездов заняла 4-е место, всего 0,19 сек уступив чемпионке Петре Вльговой. В командных соревнованиях завоевала серебряную медаль в составе сборной Германии.
29 января 2023 года, ровно через 10 лет после первой победы на этапе Кубке мира в Москве, одержала вторую победу, выиграв слалом в Шпиндлерув-Млине. Дюрр на 0,06 сек опередила Микаэлу Шиффрин.
В феврале 2023 года на чемпионате мира в Мерибеле завоевала бронзовую медаль в слаломе.

## Выступления на крупнейших соревнованиях

### Зимние Олимпийские игры
| Олимпийские игры | Скоростной спуск | Супергигант | Гигантский слалом | Слалом | Комбинация | Команды |
| ---------------- | ---------------- | ----------- | ----------------- | ------ | ---------- | ------- |
| 2018 Пхёнчхан    | —                | —           | —                 | DNF1   | —          | 5       |
| 2022 Пекин       | —                | —           | —                 | 4      | —          | 2       |

### Чемпионаты мира
| Чемпионат мира           | Скоростной спуск | Супергигант | Гигантский слалом | Слалом | Комбинация | Команды | Паралл. гигантский слалом |
| ------------------------ | ---------------- | ----------- | ----------------- | ------ | ---------- | ------- | ------------------------- |
| 2011 Гармиш-Партенкирхен | —                | —           | 18                | —      | —          | —       | н/д                       |
| 2013 Шладминг            | —                | 30          | DNS2              | 21     | —          | 3       | н/д                       |
| 2015 Бивер-Крик          | —                | —           | —                 | 13     | —          | —       | н/д                       |
| 2017 Санкт-Мориц         | —                | —           | 26                | 18     | —          | 9       | н/д                       |
| 2019 Оре                 | —                | —           | —                 | 11     | —          | 4       | н/д                       |
| 2021 Кортина-д’Ампеццо   | —                | —           | —                 | 14     | —          | 3       | DNQF                      |
| 2023 Мерибель            | —                | —           | —                 | 3      | —          | 6       | 6                         |
| 2025 Зальбах             | —                | —           | 9                 | 8      | 17         | 5       | н/д                       |

### Кубок мира

#### Победы на этапах Кубка мира (2)
| № | Сезон   | Дата           | Место проведения | Дисциплина          |
| - | ------- | -------------- | ---------------- | ------------------- |
| 1 | 2012/13 | 29 января 2013 | Москва           | Параллельный слалом |
| 2 | 2022/23 | 29 января 2023 | Шпиндлерув-Млин  | Слалом              |